# MG 30
A Maschinengewehr 30, ou MG 30 foi uma metralhadora alemã que foi utilizada por várias forças armadas na década de 1930. Foi também modificada para tornar-se a arma padrão em aeronaves alemãs, conhecidas como MG 15 e MG 17. É mais notável como o padrão de projeto que levou à criação da MG34 e MG42, sendo desta forma uma das principais antecessoras de muitas armas em serviço que posteriormente seriam amplamente usadas no século 21.

## História
O desenvolvimento da MG 30 ocorreu sob a liderança de Louis Stange nas instalações da Rheinmetall em Sömmerda. Entretanto, a produção de metralhadoras pela Alemanha estava proibida devido ao Tratado de Versalhes. A Rheinmetall contornou isso ao adquirir ações majoritárias da fabricante Suíça Waffenfabrik Solothurn AG, produzindo as armas nesta fábrica. O alvo era adquirir pedidos para o rearmamento do Reichswehr, que estava modernizando seu arsenal.
O projeto foi rejeitado pelo Reichswehr, que adotou a MG13. A Rheinmetall então voltou-se para outras empresas e licenciou a produção para a Solothurn, na Suíça e para a Steyr-Daimler-Puch na Áustria. A produção logo foi iniciada, entrando nas forças armadas de ambos os países como Solothurn S2-200 e Maschinengewehr Solothurn 1930, ou MG 30, respectivamente. Cerca de 2.000 a 3.000 unidades também foram compradas pela Hungria, onde era conhecida como Solothurn 31.M Golyószóró.

## Desenho
A arma é refrigerada a ar, operada com ação de recuo e disparando uma munição padrão 7,92×57mm Mauser, alimentada por um carregador levemente curvo com 30 tiros, inserido na parte lateral da arma. Utiliza um retém do ferrolho, localizado ao final da extensão do cano, para travar o ferrolho. Dentro do retém do ferrolho existem seis conjuntos de ressaltos de travamento, que encaixa com os ressaltos na parte traseira do ferrolho. A rotação do retém, que trava e destrava o ferrolho, é controlada na parte externa do retém. A arma tem um desenho relativamente simples, na qual a maior parte das peças possui uma seção cruzada circular. 
A MG 30 disparava em ambos modos automático ou semiautomático, dependendo do quanto o gatilho de dois estágios era pressionado, com uma cadência de tiro de 600 a 800 t/min no modo automático. Incluía um bipé dobrável, colocado a dois terços do comprimento do cano. 

## Variantes
A Rheinmetall's Borsig modificou o desenho da MG 30 para uso em aeronaves, produzindo então a Flugzeugmaschinengewehr 15, ou MG 15. As primeiras mudanças foram a utilização de um carregador duplo com 75 tiros e a remoção da coronha para acomodá-la nos apertados compartimentos de um bombardeiro.
Uma modificação posterior, em 1936, levou à construção da MG 17, que incluía a possibilidade de utilizar munição alimentada por cintas e aumentava a cadência de tiros para cerca de 1.200 t/min, incorporando também um ciclo de disparo com ferrolho fechado, que era adequado para o uso em aeronaves com mecanismo sincronizador. 
As armas que utilizavam a munição 7.92×57mm não eram mais consideradas úteis pela Luftwaffe após o lançamento da MG 131. A proteção de blindagem parcial da maior parte das aeronaves havia superado o cartucho 7.92×57mm SmK em 1940. Muitas MG 15, MG 17 e a mais moderna MG 81 foram usadas então por forças terrestres, especialmente a partir de 1944. Muitas foram adaptadas com um bipé e uma coronha simples de metal, enquanto outras MG 17 e MG 81 foram instaladas em duplas ou quádruplas como armas antiaéreas
47 destas metralhadoras foram feitas para o cartucho 7×57mm Mauser para El Salvador.